# Lentochka
Lentochka är en kulle i Antarktis. Den ligger i Östantarktis. Australien gör anspråk på området. Toppen på Lentochka är 1 515 meter över havet.
Terrängen runt Lentochka är huvudsakligen lite kuperad. Trakten är obefolkad. Det finns inga samhällen i närheten.